# Кјезина-Фарне (Болоња)
Кјезина-Фарне (итал. Chiesina-Farnè) је насеље у Италији у округу Болоња, региону Емилија-Ромања.
Према процени из 2011. у насељу је живело 33 становника. Насеље се налази на надморској висини од 709 м.